# Exequiel Morcillo
Santiago Exequiel Morcillo (Córdoba, 1854-íd., 1913) fue un profesor y político argentino.

## Datos biográficos
Nació el 24 de julio de 1854 y sus padres fueron Samuel Morcillo y Petrona Carranza. 
Dirigió la Asociación Juventud Católica en 1881. En el plano docente, fue profesor titular de finanzas públicas y de economía política en la Facultad de Derecho y Ciencias Sociales de la Universidad Nacional de Córdoba.
En 1892 ocupó por unos meses, desde el 29 de agosto hasta el 11 de diciembre, la intendencia de la ciudad de Córdoba.
Estaba casado con Eleuteria Argañaráz Espinosa. Falleció el 8 de junio de 1913.